# بام أوليفر
بام أوليفر (بالإنجليزية: Pam Oliver)‏ هي معلقة رياضية وصحفية أمريكية، ولدت في 10 مارس 1961 في دالاس في الولايات المتحدة.

## وصلات خارجية
- بام أوليفر على موقع IMDb (الإنجليزية)
- بام أوليفر على موقع قاعدة بيانات الفيلم (الإنجليزية)